# Crash-Kid
Als Crash-Kids werden Kinder und Jugendliche bezeichnet, die Kraftfahrzeuge entwenden, um diese mutwillig zu Schrott zu fahren (englisch joyriding, juristisch Unbefugter Gebrauch eines Fahrzeugs). Besondere Sachschäden verursacht das sogenannte Auto-Skootern. Hierbei werden die entwendeten Fahrzeuge auf Parkplätzen ähnlich dem Autoscooter auf Volksfesten gefahren und zerstört. In Hamburg gab es in den 1990er-Jahren eine vor allem durch die Presseberichterstattung bekannt gewordene Crash-Kid-Szene, zum Beispiel: Dennis N. (* 1979), aus strafrechtlich auffälligen Kindern und Jugendlichen. Diese stammen oft aus einem gewalttätigen oder zerrütteten Elternhaus. Prinzipiell ist das Phänomen aber in den unterschiedlichsten Bevölkerungsschichten zu beobachten.

## Ein Beispiel: „Andreas B.“
Ein durch seine Medienpräsenz bekanntes deutsches „Crash-Kid“ ist der Serienstraftäter Andreas B. (* 1985), „Brummi-Andi“, aus dem rheinischen Monheim. Andreas’ Mutter verließ ihren Mann und Andreas, als dieser neun war. Sein Vater, ein LKW-Fahrer, wurde mit dem Jungen nicht fertig.
Bei der Fahrt mit einem gestohlenen 40-Tonner überrollte Andreas als 14-Jähriger am 25. März 2000 beim Durchbrechen einer Straßensperre zwischen Eindhoven und Venlo den niederländischen Verkehrspolizisten Tom Kusters und verletzte ihn lebensgefährlich. Kusters, Vater zweier Kinder, starb wenige Tage später in einer Eindhovener Klinik an den Unfallfolgen.
Andreas B. wurde dafür 2001 vom Landgericht Düsseldorf zu vier Jahren Jugendstrafe verurteilt.
Der WDR sendete am 28. Mai 2010 in der Reihe „Menschen hautnah“ einen Beitrag über Andreas B. („Leben vor die Wand gefahren?“). Der Film löste eine öffentliche Diskussion aus.
In den nächsten Jahren setzte er seine kriminelle Karriere fort und wurde zu einem Intensivtäter. Im Januar 2019 wurde er erneut verurteilt, diesmal zu vier Jahren und drei Monaten Haft.

## Erklärungsversuche
Der Wagnisforscher Siegbert A. Warwitz hat umfangreiche Untersuchungen zu dem Phänomen ‚Crash-Kids’ unternommen. Er sieht die emotionale Ausgangslage der Jugendlichen in einem Spannungsfeld von Angst und Mut, das sich besonders in Gruppendynamischen Prozessen von Peergroups zu gefährlichen Mutproben aufschaukeln kann. Als bekanntes Beispiel nennt er die Episode des amerikanischen Spielfilms „Rebel Without a Cause“ aus dem Jahr 1955: „Autorennen und Mutproben mit Fahrzeugen sind spätestens seit dem Kultfilm „Denn sie wissen nicht, was sie tun“ unter Kindern und Jugendlichen verbreitet, die man im Fachjargon „Crash-Kids“ nennt“. Warwitz konnte recherchieren, dass das in dem Film praktizierte Risikospiel einer jugendlichen Clique, bei dem es gilt, mit einem gestohlenen Fahrzeug in einem Zweikampf auf eine Klippe zuzurasen, um den „Feigling“ herauszufinden, der als erster aussteigt, noch in den 1980er-Jahren jugendliche Nachahmer fand. So berichtet er von Spielen, bei denen Jugendliche mit Fahrrädern auf das Ende eines Landestegs am Bodensee zurasen, um auszutesten, wer die Nerven hat, am knappsten vor dem Sturz in das drei Meter tiefe Wasser mit einer abrupten Kehrtwende die „Notbremse“ zu ziehen. Bei einem anderen Spiel rasten die Kontrahenten mit ihren Fahrrädern im Kollisionskurs aufeinander zu. Verloren hatte, wer als erster auswich. Die Erkundungen der Motivationslage ergaben, dass es den Jugendlichen meist darum ging, eine Position in der Gruppe zu erringen oder zu festigen. Man stellt sich der Herausforderung eines Kontrahenten oder verweigert sie und gewinnt damit Respekt oder verliert ihn. Für die Gemeinschaft der Peergroup dienen solche Rituale der Unterhaltung, der Prüfung eines neuen Gruppenmitglieds oder der Ausbildung einer Hierarchieordnung in der Clique. Es geht um das spannungsgeladene Grenzerleben bei einer auferlegten Mutprobe, die als Charaktertest gesehen wird, was Warwitz von der Sinngebung her unter die Ordaltheorie einordnet.
Der japanische Autor Ikuya Sato hat sich mit dem Problemkomplex der Crash-Kids im Zusammenhang mit den Motorradbanden der Bōsōzoku auseinandergesetzt, die sich seit den 1950er-Jahren rapide in Japan verbreiteten. Es handelt sich um Jugendliche, die zu Hunderten auf ihren Maschinen mit hoher Geschwindigkeit und akrobatischen Einlagen durch das nächtliche Kyoto rasen und durch riskante Fahrmanöver die verfolgende Polizei aus ihrem Verband abzuwehren versuchen. Sato bezeichnet sie als „Kamikaze-Biker“. Während der Betrachter Joachim Kersten das Phänomen mehr unter den rechtlichen und gesellschaftspolitischen Außenaspekten eines kriminellen Verhaltens von subkulturbildenden asozialen Jugendlichen abhandelt und kritisiert, arbeitet Sato mehr die Innenaspekte, das spezielle Sozialgefüge, die Motivationslage der Beteiligten heraus. Er bezeichnet das Geschehen als Flow-Erleben von Jugendlichen, die eine außergewöhnliche Erfahrung anstreben. Während Kersten mehr das mutwillige Gefährden von Leben mit jährlich etwa 90 Toten und über tausend Verletzten in den Blick nimmt, legt Sato den Fokus auf die inneren Befindlichkeiten der Abenteurer, die nach seinen Ermittlungen weniger die Gefahr an sich als den Nachweis suchen, ihr gewachsen zu sein: Sobald das Rennen läuft, genießen wir es, von der Polizei verfolgt zu werden. Es macht Spaß, von Polizeipatrouillen gejagt zu werden und den Verfolgern zu entkommen.

## Filme
- Denn sie wissen nicht, was sie tun (Originaltitel: Rebel Without a Cause) USA 1955